# 英格博格·朗格
英格博格·朗格（德語：Ingeburg (“Inge”) Lange，1927年7月24日—2013年7月13日），德国统一社会党政治局候补委员、中央书记处书记、中央妇女部长。

## 生平
1927年，生于莱比锡的工人家庭。1934年，学习裁缝。1945年，入党。1946年，加入自由德国青年联盟。1947年，加入自由德国工会联合会。1950年，加入德国民主妇女联合会。
1952年，任自由德国青年联盟中央书记。1954年，在党中央“卡尔·马克思”高级党校进修。1961年，任党中央妇女部长。1962年，任政治局妇女委员会主席。1963年，为候补中央委员。1965年，为中央委员。1971年，任人民议院劳动和社会政策委员会第一副主席。
1973年，为政治局候补委员、中央委员会书记。1989年，辞职。1990年，被驱逐出境。2013年，去世。